# اندرو دیکسون وایت
اندرو دیکسون وایت (انگلیسی: Andrew Dickson White) (زاده ۷ نوامبر ۱۸۳۲ - درگذشته ۴ نوامبر ۱۹۱۸) دیپلمات، تاریخ‌نگار و مجموعه‌دار کتاب و نسخه خطی آلمانی‌تبار اهل ایالات متحده بود وی سفیر ایالات متحده در کشورهای آلمان و روسیه بوده‌است. اندرو دیکسون وایت نخستین رئیس دانشگاه کرنل نیز بود. وی از طرفداران الغای برده‌داری بود. وایت فارغ‌التحصیل دانشگاه ییل بود.

## نگارخانه

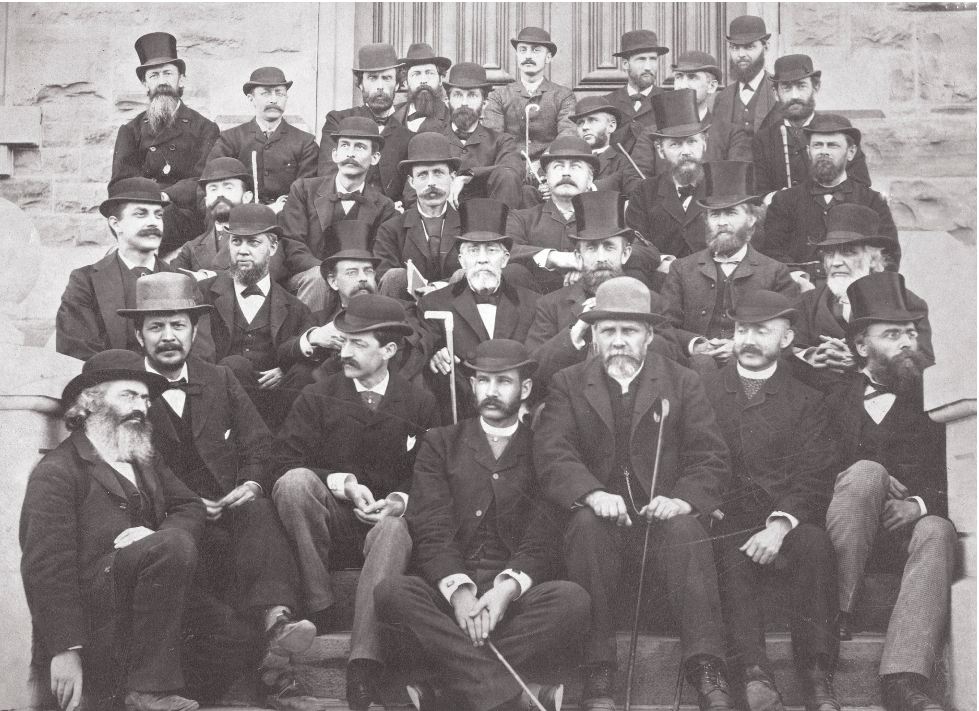
1882 - Seated right of center with the Cornell faculty
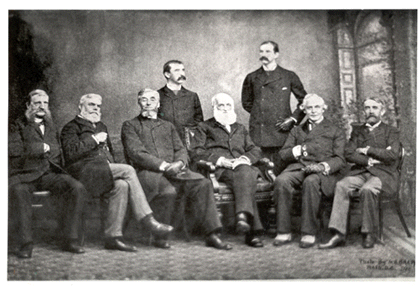
1885 - Seen sitting on the far right with the founding members of the American Historical Association
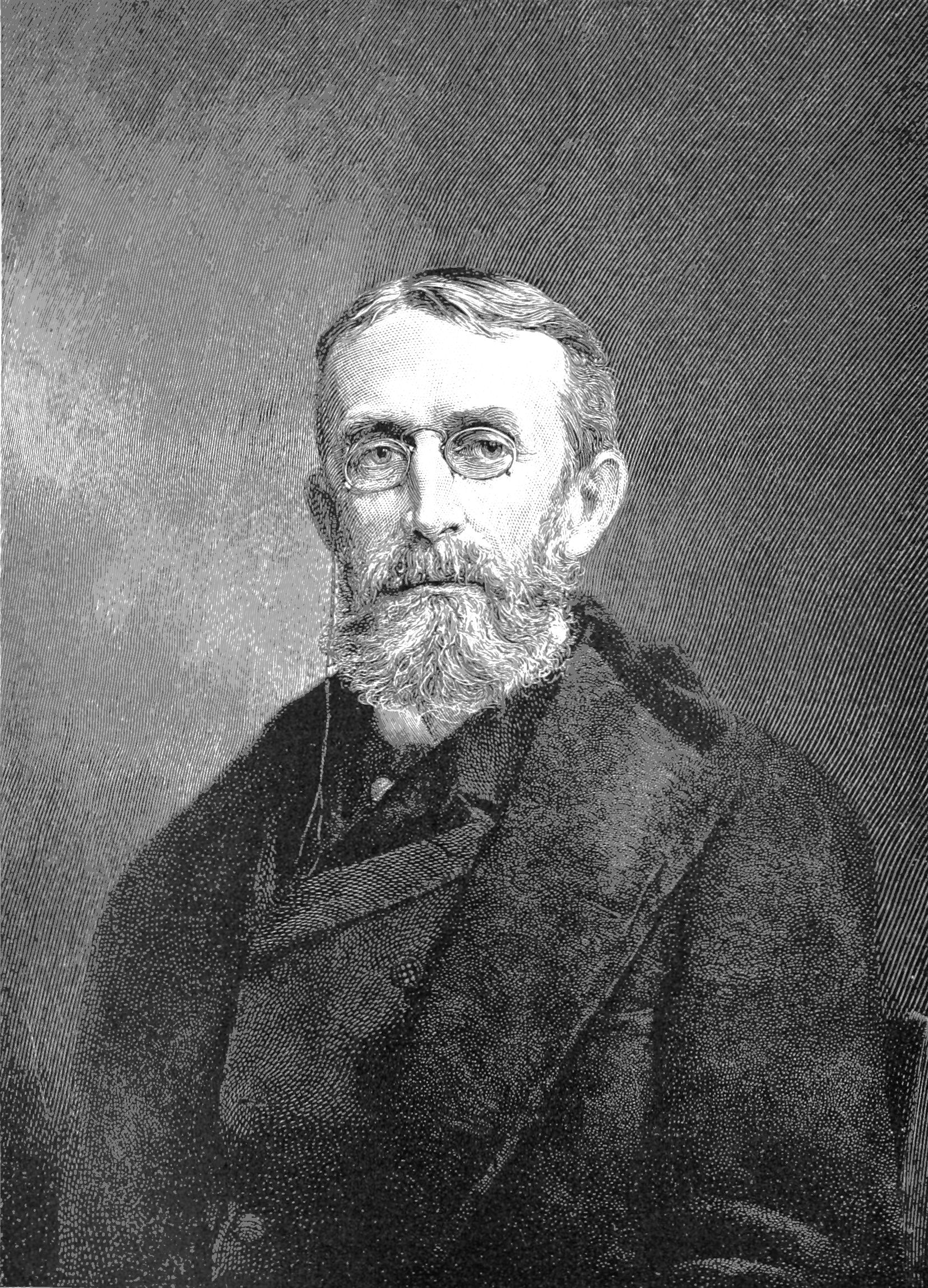
1896 - Featured in پاپیولار ساینس
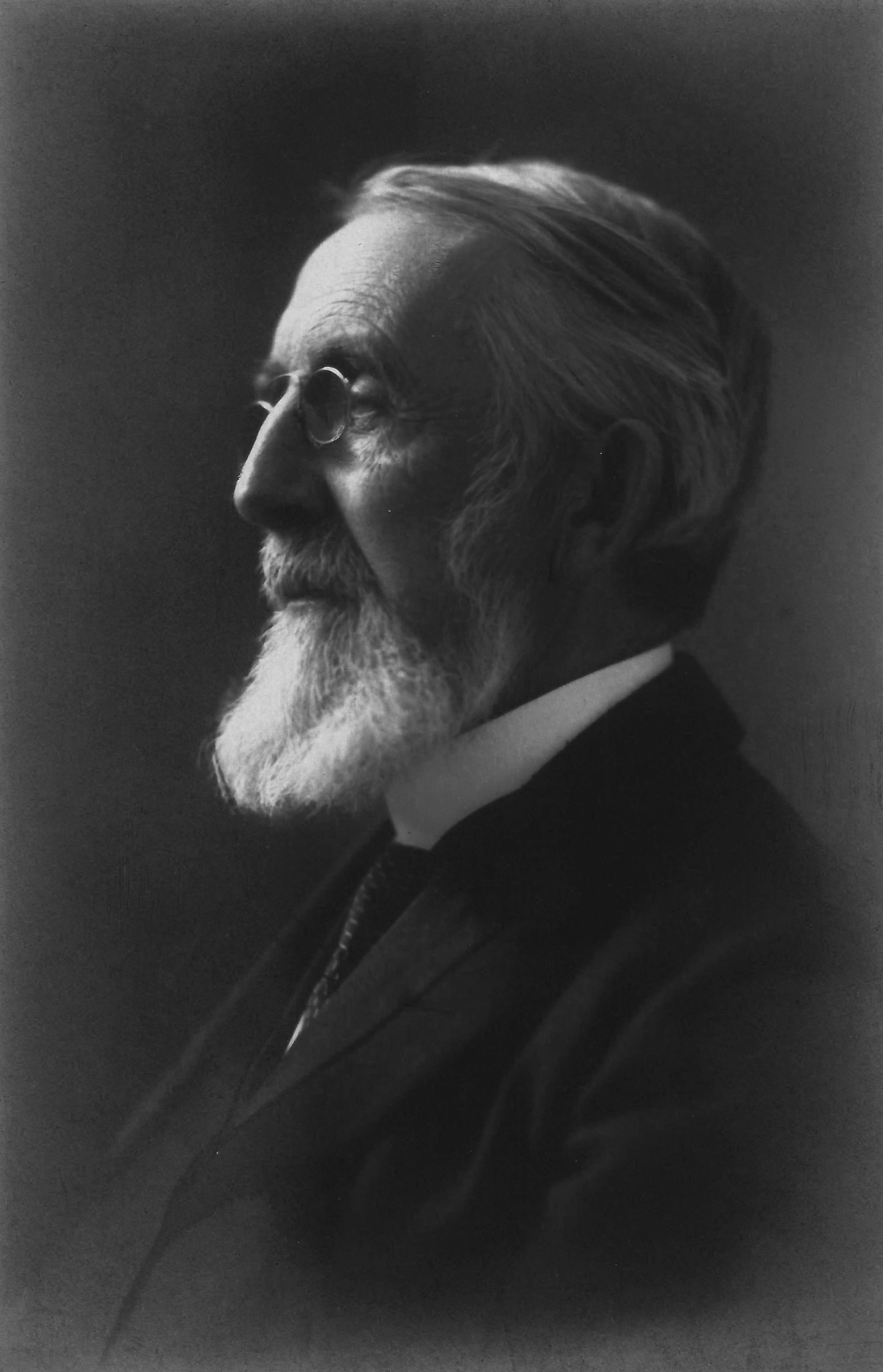
C.1905 - Gelatin silver photograph of White
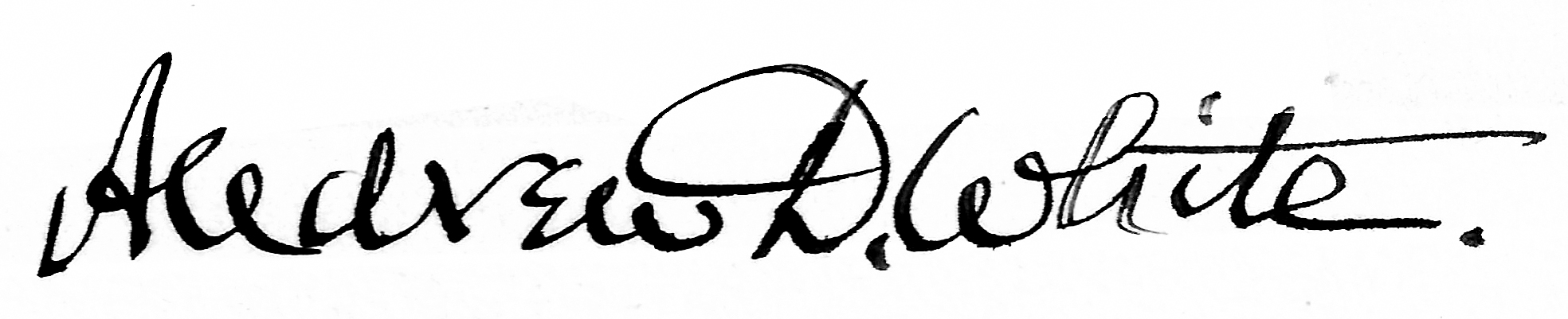
An undated signature of White
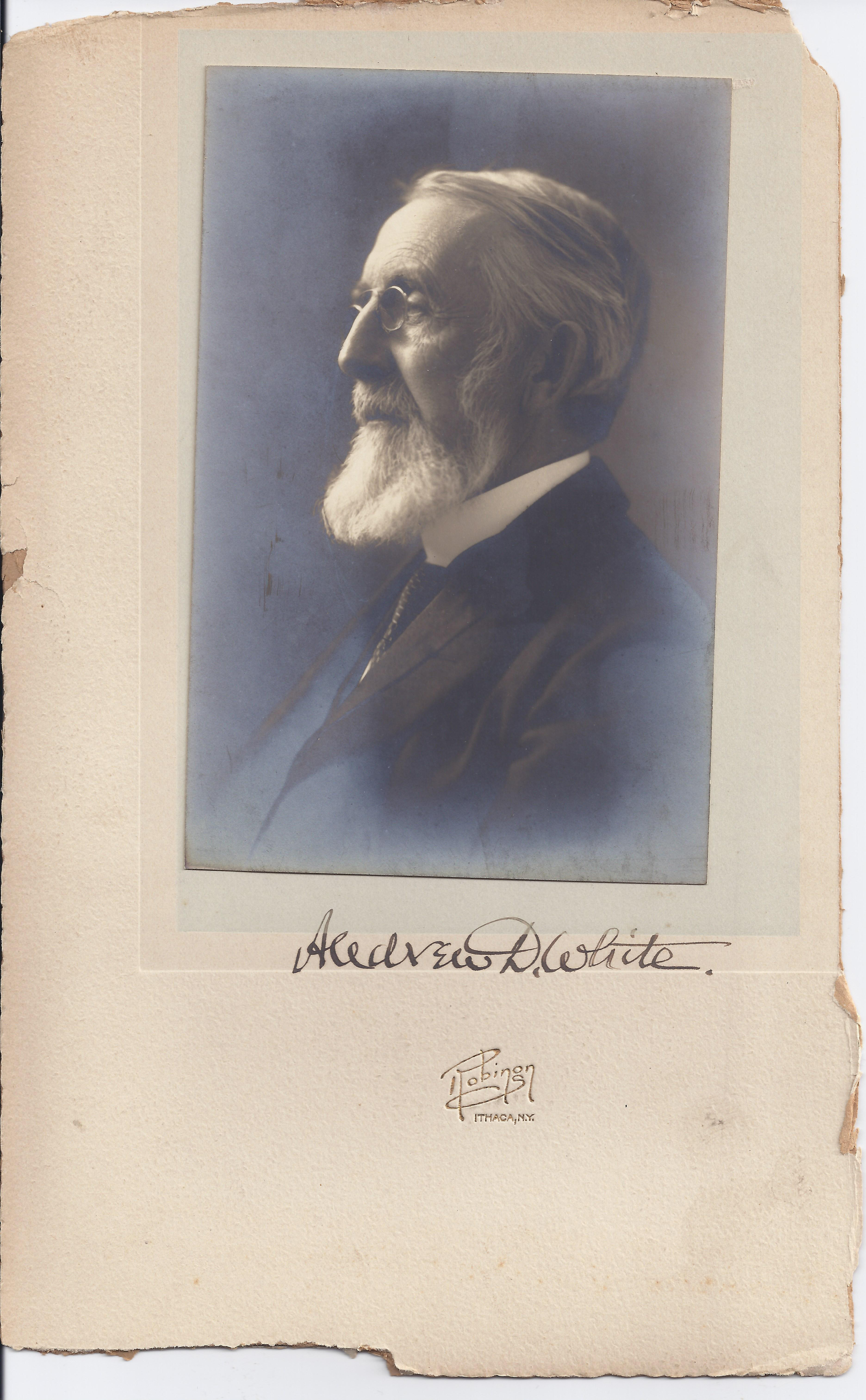
Circa about 1905 - Gelatin silver print cabinet card photo and undated signature of Andrew D. White. Possible original photo that was used in the original Autobiography of Andrew Dickson White book
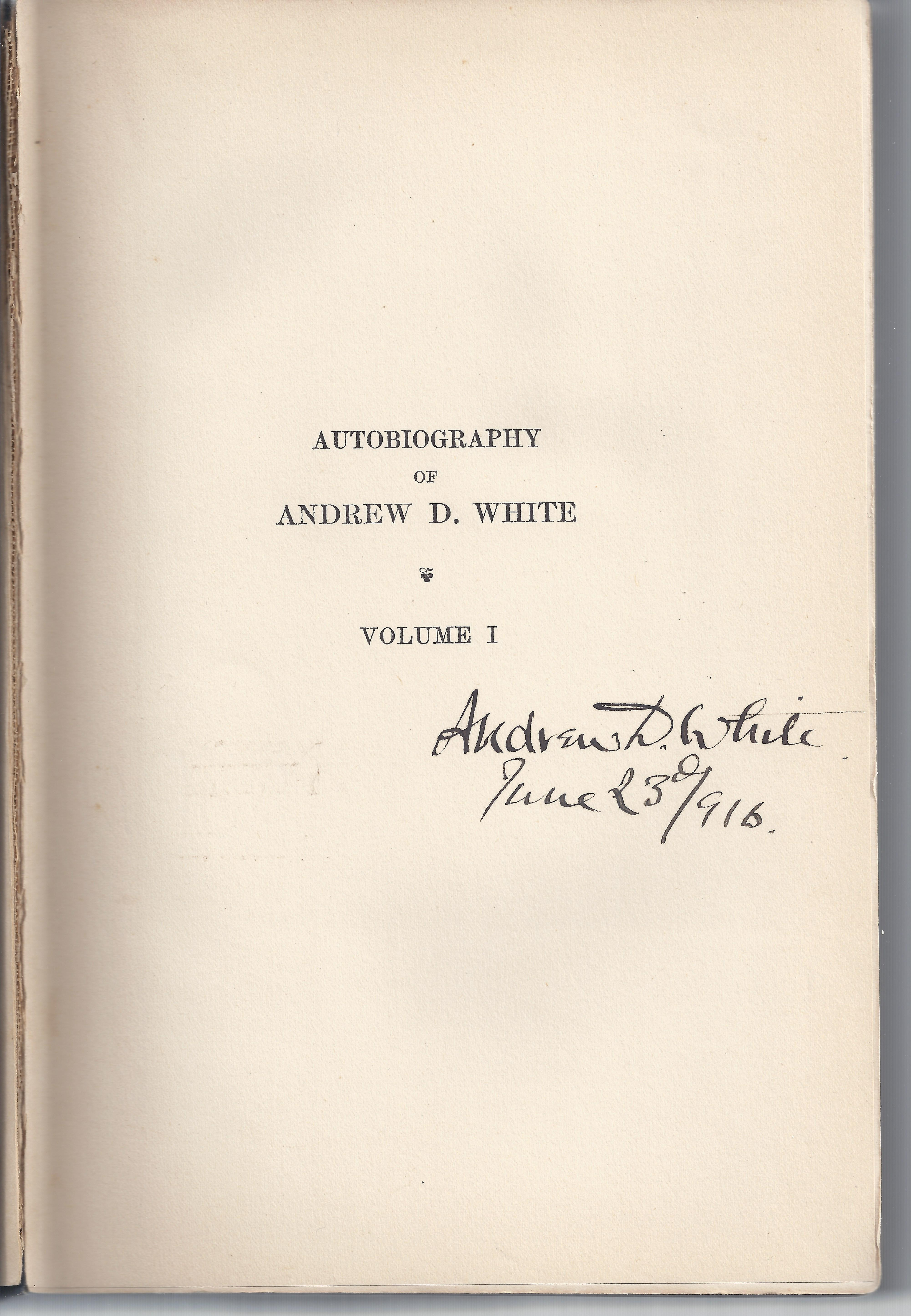
An autographed copy of Autobiography of Andrew D. White Volume 1, dated June 23, 1916
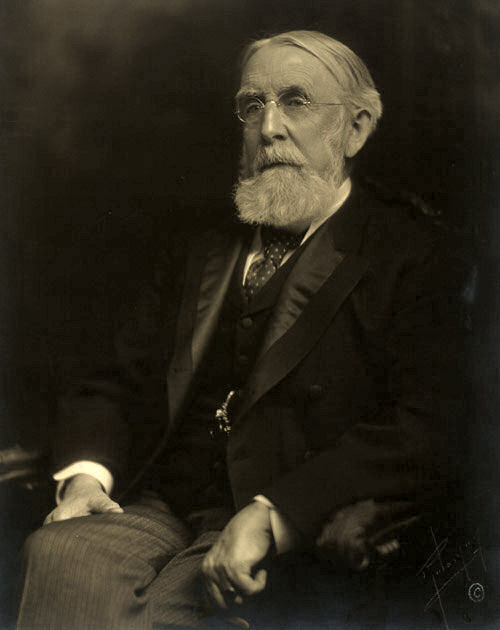
Whiee, 1910
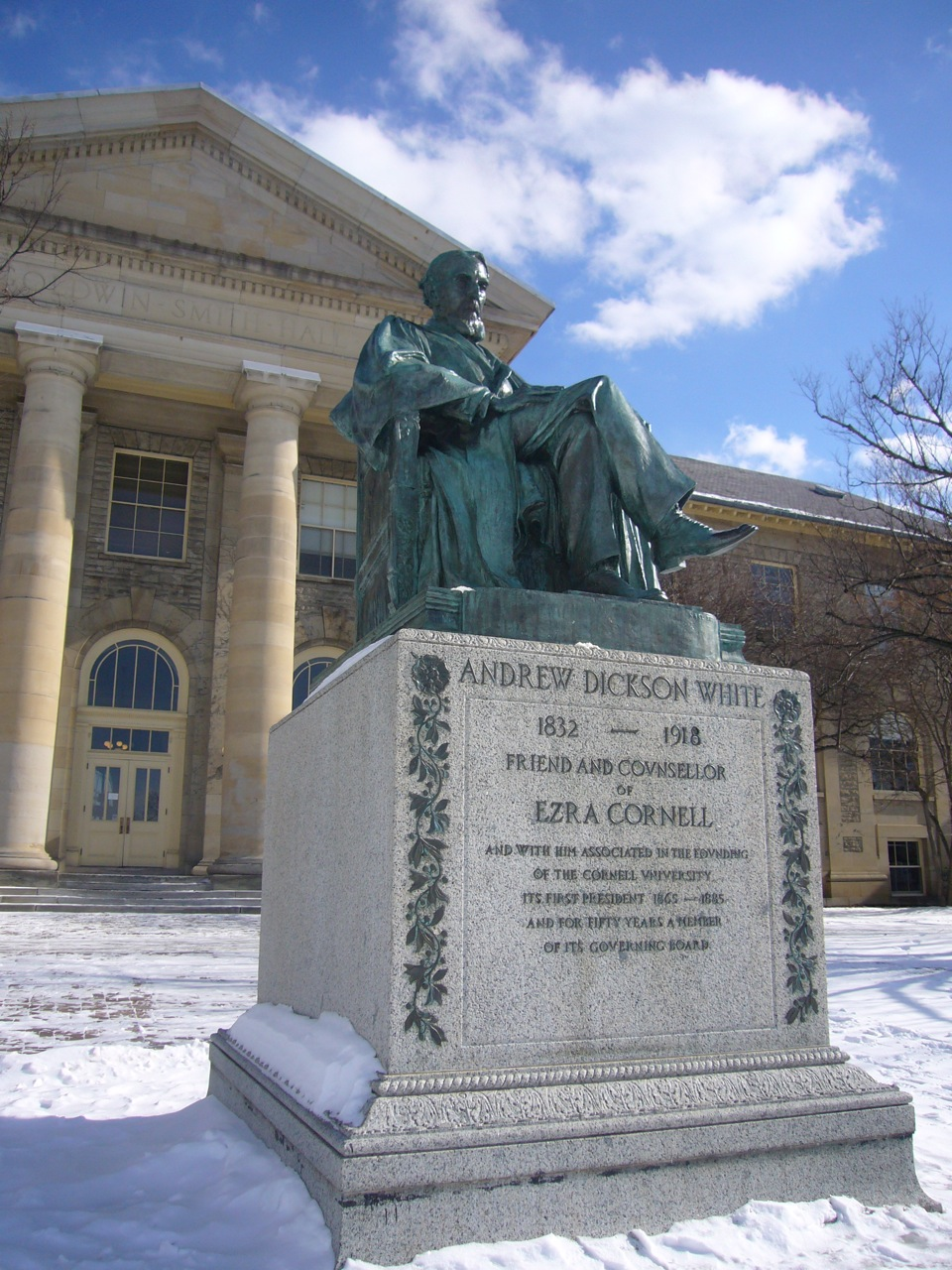
The statue of White on the Cornell Arts Quad by Karl Bitter
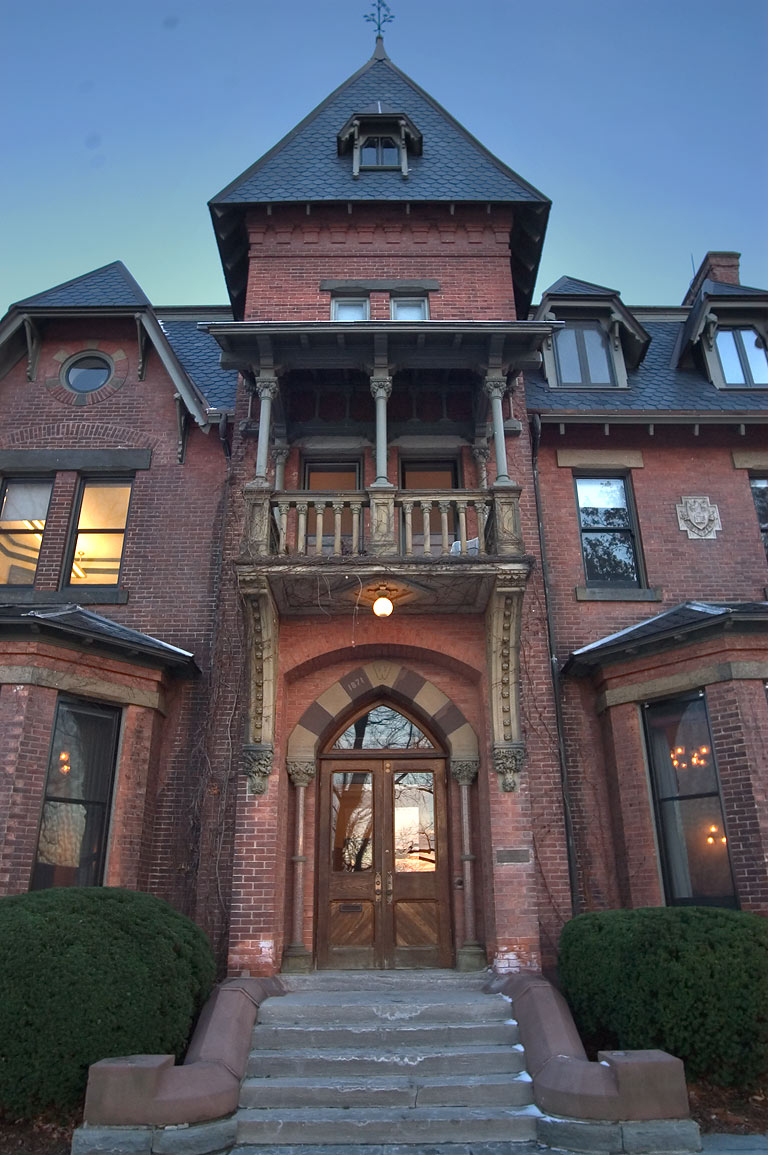
White's mansion on the Cornell campus, listed on the National Register of Historic Places